# Benjamin Radford
Pour les articles homonymes, voir Radford.
Benjamin Radford (né le 2 octobre 1970 à New York) est un sceptique américain. Il est le chef d'édition du magazine Skeptical Inquirer. Il est un enquêteur de terrain, particulièrement intéressé par les monstres de la cryptozoologie, les phénomènes de hantise et les voyants qui aident prétendument la police. Il a écrit plusieurs livres et de nombreux articles sur ces sujets.
Il fut à une époque un des hôtes du balado Monster Talk (avec Blake Smith et Karen Stollznow), un des balados officiels de la Skeptics Society, qui est consacré exclusivement à la cryptozoologie.
Il est enfin l'auteur d'un jeu de société : Playing Gods.